# Akce 2M
Akce 2M (2M = dvě miliardy) byl projekt na obnovu Československé republiky po druhé světové válce vyhlášený vládou v roce 1946. Akce probíhala v rámci tzv. dvouletky v letech 1947-1948, tj. pro každý rok byla určena jedna miliarda.
Peníze sloužily jako mimořádná pomoc k obnově obcí. Místní národní výbory vypracovaly investiční projekty, samy si na ně opatřily finanční prostředky a stát jim je po proinvestování uhradil. Skutečná částka ve státním rozpočtu určená na mimořádnou pomoc byla nakonec vyšší a blížila se až ke třem miliardám.
V Akci 2M se proplácely investiční akce např. opravy budov v majetku MNV, opravy komunikací a mostů (dláždění, asfaltování), výstavba vodovodu a kanalizace, úpravy rybníků a potoků , rekultivace a odvodnění obecních pozemků apod.
V roce 1949 byla v rámci tzv. I. pětiletky vyhlášena obdobná Akce 5M (5 miliard na zvelebení měst a obcí).